# Cucumbi
Cucumbi ou Cacumbi é um estilo de dança brasileiro. Não se sabe ao certo a origem do Cacumbi. Acredita-se que é uma variação de outros tipos de dança como Congada, Guerreiro e Reisado. 

## SegundoArthur Ramos
Artur Ramos vê em cucumbe - que ele chama cucumbre - a origem do termo cucumbi (provavelmente "pepino", como se depreende do espanhol e do francês, deixando presumir influência remota islâmica, o que excluiria a hipótese banto como origem africana). Hoje parece estar em desuso, e suas últimas referências no Brasil datam do séc. XIX. Provavelmente surgido na Bahia, o bailado foi daí levado ao Rio de Janeiro pelos negros. Realizava-se no Natal e no Carnaval. No Rio de Janeiro, organizado em sociedades carnavalescas, talvez tenha originado, segundo Luciano Gallet, os cordão carnavalesco e bloco carnavalesco atuais. 
Os personagens vestiam-se com tangas e cocares de penas, adornavam-se com colares de coral, miçangas e dentes de animais, e usavam armas como arco-e-flecha e pequenos bastões (grimas). Os personagens conhecidos são: rei, rainha, capataz (chefe do grupo), língua (embaixador ou intérprete), quimboto (feiticeiro), mameto (criança, filho dos reis) e caboclo, todos solistas; havia ainda príncipes, princesas, embaixadores, áugures e outros que dançavam, tocavam e executavam coros. Na apresentação do cucumbi, formam-se dois grupos: o do rei negro e o do caboclo (grupo de índios). Após dançarem, o grupo do caboclo ataca o do rei negro. O caboclo mata o mameto, filho do rei, e o língua, enviado pelo rei, comunica o fato à rainha. 
A pedido dela, o quimboto ressuscita o mameto através de magia e fulmina o caboclo com o olhar. O caboclo, também pela magia, ressuscita e tenta matar novamente o mameto. Trava-se uma batalha entre os dois grupos, e o caboclo e os índios são vencidos. 
Ao final, o quimboto ou se casa com a filha do rei ou a recusa, se já for casado. O grupo entoa as louvações e a despedida e vai apresentar-se em outra parte. Citam-se os seguintes instrumentos: ganzás, xequerês, chocalhos, tamborins, adufes, agogôs, marimbas e piano-de-cuia. 
Artur Ramos vê nos cucumbis uma reminiscência das lutas entre monarquias africanas e das lutas do matriarcado, dada a importância da rainha na dança. Esse autor e o historiador Luís Edmundo o relacionam à dança dramática dos congos e congadas. Outros, inclusive Oneyda Alvarenga, acham essa relação errônea, considerando os cucumbis muito mais semelhantes aos quilombos. Também conhecido como quicumbi.

## SegundoJosé Rivair Macedo
Segundo José Rivair Macedo: O costume da coroação dos reis do Congo persistiu entre os escravos até pelo menos o fim do séc. XIX, e disso nos deram provas antigos estudiosos da cultura afro-brasileira. A ele estão associados elementos históricos anteriores ao cativeiro, sobretudo a lembrança das antigas linhagens que governaram o Congo. Mas na cerimônia foram introduzidos elementos do teatro popular ibero-americano que resultaram no folguedo conhecido pelo nome de congada ou cucumbi (no Rio de Janeiro e na Bahia), espetáculo realizado no dia da festa de São Benedito (26 de dezembro). Similar ao tema dos mouros e cristãos, destina-se a retratar as lutas travadas entre as monarquias africanas. Conta com a participação de reis, rainhas, mestres de campo, emissários, combates estilizados ao som de instrumentos musicais e a realização de evoluções e coreografias.

## SegundoMelo Morais Filho
Cucumbi - Dança dramática ou folguedo. Alguns autores a consideram de origem banto.  Segundo Melo Morais Filho, o nome era dado na Bahia aos negros congos que, no dia da circuncisão dos filhos (ritual da puberdade), faziam uma refeição de cucumbe e realizavam o bailado do cucumbi. 

## SegundoJeroen Dewulf
Segundo Jeroen Dewulf, está relacionada com a tradição central-africana do (a)lemba(mento), a preparação de uma jovem mulher para o casamento, no âmbito da qual passa por um ritual de iniciação que a torna kikumbe (rainha).

## NoCarnaval
- Artigo principal: Cucumbi carnavalesco

No Rio de Janeiro da segunda metade do século XIX, muitos grupos de cucumbis desfilavam pela cidade no período de carnaval. Com o tempo esses grupos tradicionalmente negros foram incorporando características das diversas brincadeiras carnavalescas que tomavam as ruas cariocas nos dias de folia. Na década de 1880, os jornais já publicavam notícias de Cucumbis Carnavalescos apresentando-se na cidade.
Os Cucumbis Carnavalescos estão ligados ao surgimento dos Cordões Carnavalescos no início do século XX.

## Na música
Segundo a Enciclopédia da Música Brasileira - Cucumbi é um instrumento folclórico de origem africana, usado na dança homônima e também nas taieiras.

## EmBom Jesus dos Navegantes
O grupo apresenta-se na Procissão de Bom Jesus dos Navegantes e no Dia de Reis, quando a dança é realizada em homenagem a São Benedito e Nossa Senhora do Rosário. Pela manhã, os integrantes do grupo assistem à missa na igreja, onde cantam e dançam em homenagem aos santos padroeiros. Depois das louvações, o grupo sai às ruas cantando músicas profanas e, à tarde, acompanham a procissão pelas ruas da cidade. 
Seus personagens são o Mestre, o Contra-Mestre e os dançadores e cantadores; o grupo é composto exclusivamente por homens. Os componentes vestem calça branca, camisa amarela e chapéus enfeitados com fitas, espelhos e laços. Só o Mestre e o Contra-Mestre usam camisas azuis. O ritmo é forte, o som marcante e o apito coordena a mudança dos passos. Os instrumentos que acompanham o grupo são: cuíca, pandeiro, reco-reco, caixa e ganzá. 

## EmSergipe
No Sergipe, o Cacumbi é encontrado nos municípios de Lagarto, Japaratuba, Riachuelo e Laranjeiras.

## Omaculelê
O maculelê é remanescente do cucumbi, e hoje tem vida própria. 
Resumo: O universo fabuloso do Cacumbi é mostrado através de pesquisa competente, valorizando a herança da cultura negra.
Cacumbi
Não se sabe ao certo a origem do Cacumbi, acredita-se que é uma variação de outros autos e bailados como Congada, Guerreiro, Reisado e Cucumbi.
O grupo apresenta-se na Procissão de Bom Jesus dos Navegantes e no Dia de Reis, quando a dança é realizada em homenagem a São Benedito e Nossa Senhora do Rosário. Pela manhã, os integrantes do grupo assistem à missa na igreja, onde cantam e dançam em homenagem aos santos padroeiros. Depois das louvações, o grupo sai às ruas cantando músicas profanas e, à tarde, acompanham a procissão pelas ruas da cidade.
Seus personagens são o Mestre, o Contra-Mestre e os dançadores e cantadores; o grupo é composto exclusivamente por homens. Os componentes vestem calça branca, camisa amarela e chapéus enfeitados com fitas, espelhos e laços. Só o Mestre e o Contra-Mestre usam camisas azuis. O ritmo é forte, o som marcante e o apito coordena a mudança dos passos. Os instrumentos que acompanham o grupo são: cuíca, pandeiro, reco-reco, caixa e ganzá.
No Sergipe, o Cacumbi é encontrado nos municípios de Lagarto, Japaratuba, Riachuelo e Laranjeiras.

## Outras leituras
- ALVEZ, Jucélia M., LIMA, Rose M. e ALBUQUERQUE, Cleidi(Orgs.). Cacumbi: um aspecto da cultura negra em Santa Catarina. Florianópolis(?): Secretaria da Cultura e do Esporte de Santa Catarina, 1990.